# Вулиця Гетьмана Виговського (Тернопіль)
Вулиця Гетьмана Івана Виговського — вулиця у житловому масиві «Дружба» міста Тернополя.

## Відомості
Розпочинається від вулиці Назарія Яремчука, продовжується на перехресті з вулицею Петриківською та закінчується примиканням до вулиці Максима Кривоноса. Довжина вулиці — близько 500 м. На вулиці переважають приватні будинки, є декілька багатоповерхових.

## Освіта
- Тернопільський дошкільний навчальний заклад №8 компенсуючого типу "Віночок" (вулиця Виговського, 5)